# Steven Zaillian
Steven Ernest Bernard Zaillian (Fresno; 1953. január 30. –) örmény származású Oscar-díjas amerikai forgatókönyvíró, filmrendező, filmproducer és vágó.
Az 1993-ban bemutatott Schindler listája forgatókönyvével Oscar-, Golden Globe- és BAFTA-díjat nyert. További Oscar-jelöléseket kapott az Ébredések (1990), a New York bandái (2002), a Pénzcsináló (2011) és Az ír (2019) forgatókönyveiért. 
Filmrendezőként részt vett A bajnok (1993), a Zavaros vizeken (1998) és A király összes embere (2006) című filmek elkészítésében.
A 2016-os Aznap éjjel című HBO minisorozatot megalkotóként, forgatókönyvíróként és rendezőként is jegyzi.

## Filmográfia

### Film
| Év   | Magyar cím                  | Eredeti cím                     | Feladatkör | Feladatkör | Feladatkör |
| Év   | Magyar cím                  | Eredeti cím                     | Rendező    | Író        | Producer   |
| ---- | --------------------------- | ------------------------------- | ---------- | ---------- | ---------- |
| 1985 | Sólyom és a nepper          | The Falcon and the Snowman      | Nem        | Igen       | Nem        |
| 1990 | Ébredések                   | Awakenings                      | Nem        | Igen       | Nem        |
| 1993 | Schindler listája           | Schindler's List                | Nem        | Igen       | Nem        |
| 1993 | A bajnok                    | Searching for Bobby Fischer     | Igen       | Igen       | Nem        |
| 1993 | Jack, a mackó               | Jack the Bear                   | Nem        | Igen       | Nem        |
| 1994 | Végveszélyben               | Clear and Present Danger        | Nem        | Igen       | Nem        |
| 1996 | Mission: Impossible         | Mission: Impossible             | Nem        | Igen       | Nem        |
| 1998 | Zavaros vizeken             | A Civil Action                  | Igen       | Igen       | Vezető     |
| 2001 | Hannibal                    | Hannibal                        | Nem        | Igen       | Nem        |
| 2002 | New York bandái             | Gangs of New York               | Nem        | Igen       | Nem        |
| 2005 | A tolmács                   | The Interpreter                 | Nem        | Igen       | Nem        |
| 2006 | A király összes embere      | All the King's Men              | Igen       | Igen       | Igen       |
| 2007 | Amerikai gengszter          | American Gangster               | Nem        | Igen       | Vezető     |
| 2010 | Mallory szerint a világ     | Welcome to the Rileys           | Nem        | Nem        | Vezető     |
| 2011 | Pénzcsináló                 | Moneyball                       | Nem        | Igen       | Nem        |
| 2011 | A tetovált lány             | The Girl with the Dragon Tattoo | Nem        | Igen       | Vezető     |
| 2012 | Az igazság nyomában         | The Cold Light of Day           | Nem        | Nem        | Vezető     |
| 2014 | Exodus: Istenek és királyok | Exodus: Gods and Kings          | Nem        | Igen       | Nem        |
| 2017 | Feszültség                  | The Current War                 | Nem        | Nem        | Vezető     |
| 2018 | Vörös veréb                 | Red Sparrow                     | Nem        | Nem        | Igen       |
| 2019 | Az ír                       | The Irishman                    | Nem        | Igen       | Nem        |
| 2021 | Akik az életemre törnek     | Those Who Wish Me Dead          | Nem        | Nem        | Igen       |
| 2021 | Mélyvíz                     | Deep Water                      | Nem        | Nem        | Igen       |

Vágóként
- 1977: Országúti bunyós (Breaker! Breaker!)
- 1977: Kingdom of the Spiders
- 1978: Starhops
- 1979: A Great Ride
- 1980: Below the Belt
- 1991: Norman and the Killer (rövidfilm)

### Televízió
| Év   | Magyar cím      | Eredeti cím          | Feladatkör | Feladatkör | Feladatkör      | Megjegyzések |
| Év   | Magyar cím      | Eredeti cím          | Rendező    | Író        | Vezető producer | Megjegyzések |
| ---- | --------------- | -------------------- | ---------- | ---------- | --------------- | ------------ |
| 2016 | Aznap éjjel     | The Night Of         | Igen       | Igen       | Igen            |              |
| 2018 | Hervé vacsorára | My Dinner with Hervé | Nem        | Nem        | Igen            | tévéfilm     |

## Fontosabb díjak és jelölések
| Díj              | Kategória                     | Jelölt mű          | Év   | Eredmény |
| ---------------- | ----------------------------- | ------------------ | ---- | -------- |
| Oscar-díj        | Legjobb eredeti forgatókönyv  | New York bandái    | 2003 | Jelölve  |
| Oscar-díj        | Legjobb adaptált forgatókönyv | Ébredések          | 1991 | Jelölve  |
| Oscar-díj        | Legjobb adaptált forgatókönyv | Schindler listája  | 1994 | Elnyerte |
| Oscar-díj        | Legjobb adaptált forgatókönyv | Pénzcsináló        | 2012 | Jelölve  |
| Oscar-díj        | Legjobb adaptált forgatókönyv | Az ír              | 2020 | Jelölve  |
| BAFTA-díj        | Legjobb eredeti forgatókönyv  | New York bandái    | 2003 | Jelölve  |
| BAFTA-díj        | Legjobb eredeti forgatókönyv  | Amerikai gengszter | 2008 | Jelölve  |
| BAFTA-díj        | Legjobb adaptált forgatókönyv | Schindler listája  | 1994 | Elnyerte |
| BAFTA-díj        | Legjobb adaptált forgatókönyv | Pénzcsináló        | 2012 | Jelölve  |
| BAFTA-díj        | Legjobb adaptált forgatókönyv | Az ír              | 2020 | Jelölve  |
| Golden Globe-díj | Legjobb forgatókönyv          | Schindler listája  | 1994 | Elnyerte |
| Golden Globe-díj | Legjobb forgatókönyv          | Pénzcsináló        | 2011 | Jelölve  |
| Golden Globe-díj | Legjobb forgatókönyv          | Az ír              | 2020 | Jelölve  |

## Fordítás
- Ez a szócikk részben vagy egészben  a   Steven Zaillian című angol Wikipédia-szócikk fordításán alapul.  Az eredeti cikk szerkesztőit annak laptörténete sorolja fel. Ez a jelzés csupán a megfogalmazás eredetét és a szerzői jogokat jelzi, nem szolgál a cikkben szereplő információk forrásmegjelöléseként.